# Caspar Danckwerth
Caspar Danckwerth, född i Oldenswort på halvön Eiderstedt, Slesvig, död 1672, var en dansk topograf.
Danckwerth, som var son till en landsfogde, studerade medicin, blev 1633 medicine doktor i Basel och var därefter verksam som läkare i Husum. År 1641 utnämndes han till borgmästare i denna stad och började bedriva historisk-geografiska studier.
På uppdrag av Johannes Mejer författade han Landesbeschreibung der zwei Herzogthumer Schleswig und Holstein. Detta epokgörande arbete utkom 1652 med 37 förnämliga kartor av Mejer på bekostnad av upphovsmännens bröder, apotekaren Samuel Mejer i Köpenhamn och kammarmästaren Joakim Danckwerth på Gottorp. Johannes Mejers betydelse för verket kom i bakgrunden, trots att hans kartor höll långt högre klass än Danckwerths text. Verket hade dock stor betydelse i Slesvig-Holstein, då det speglade den holstein-gottorpska synen på Slesvigs etnografi och Danckwerth blev därigenom en föregångare till senare tiders separatister. Han kom därigenom i strid med kung Fredrik III, som hotade med konfiskation av verket. Danckwerth blev även oenig med Johannes Mejer, och den gottorpska hovrätten dömde honom till att betala vissa skadestånd.